# Holocaust Memorial Center
L'Holocaust Memorial Center è l'unico memoriale dedicato all'Olocausto del Michigan. Si trova a Farmington Hills, nella Contea di Oakland.

## Storia
Il centro venne fondato dal rabbino Charles H. Rosenzveig ma furono necessari circa venti anni per raccogliere i fondi necessari alla costruzione della sua sede.
Nel 1981 fu acquisito il terreno e solo nel 1984 fu possibile inaugurare il memoriale dell'Olocausto.
Dopo la sua apertura venne visitato da oltre un milione di persone provenienti da tutto il mondo.
Quando il fondatore e direttore, il rabbino Rosenzveig, morì nel 2008, venne sostituito da Steve Goldman, sino al 2016, e poi il nuovo direttore divenne Eli Mayerfeld.

## Descrizione
Il centro ha una sua esposizione permanente e presenta anche esposizioni temporanee, come l'Operation Finale: The Capture & Trial of Adolf Eichmann.
Il centro di documentazione conserva, nei suoi archivi, memorie importanti dei protagonisti che vissero le persecuzioni, come ad esempio un'intervista di Piero Foà, l'accademico italiano naturalizzato statunitense che dovette lasciare l'Italia con l'entrata in vigore delle leggi razziali fasciste.

## Finalità
La finalità del memoriale è mantenere viva la memoria della tragedia che ha colpito gli ebrei nella Germania nazista quindi commemora le date simboliche dell'Olocausto, in particolare il 27 gennaio, Giorno della Memoria. In quella data, nel 1945, le truppe sovietiche liberarono il Campo di concentramento di Auschwitz.